# Volkswagen Cup 1991
Volkswagen Cup 1991 — жіночий тенісний турнір, що проходив на закритих кортах з килимовим покриттям Fairhall у Лейпцигу (Німеччина). Належав до турнірів 3-ї категорії в рамках Туру WTA 1991. Турнір відбувся вдруге і тривав з 30 вересня до 6 жовтня 1991 року. Перша сіяна Штеффі Граф здобула титул в одиночному розряді, свій другий підряд на цьому турнірі, й отримала 45 тис. доларів США, а також 240 рейтингових очок.

## Фінальна частина

### Одиночний розряд
Штеффі Граф —  Яна Новотна 6–3, 6–3
- Для Граф це був 5-й титул в одиночному розряді за сезон і 59-й — за кар'єру.

### Парний розряд
Манон Боллеграф /  Ізабель Демонжо —  Джилл Гетерінгтон /  Кеті Ріналді 6–4, 6–3
- Для Боллеграф це був перший титул в парному розряді за сезон і 8-й — за кар'єру. Для Демонжо це був 2-й титул в парному розряді за сезон і 6-й — за кар'єру.